# Els tres últims problemes dels Alps

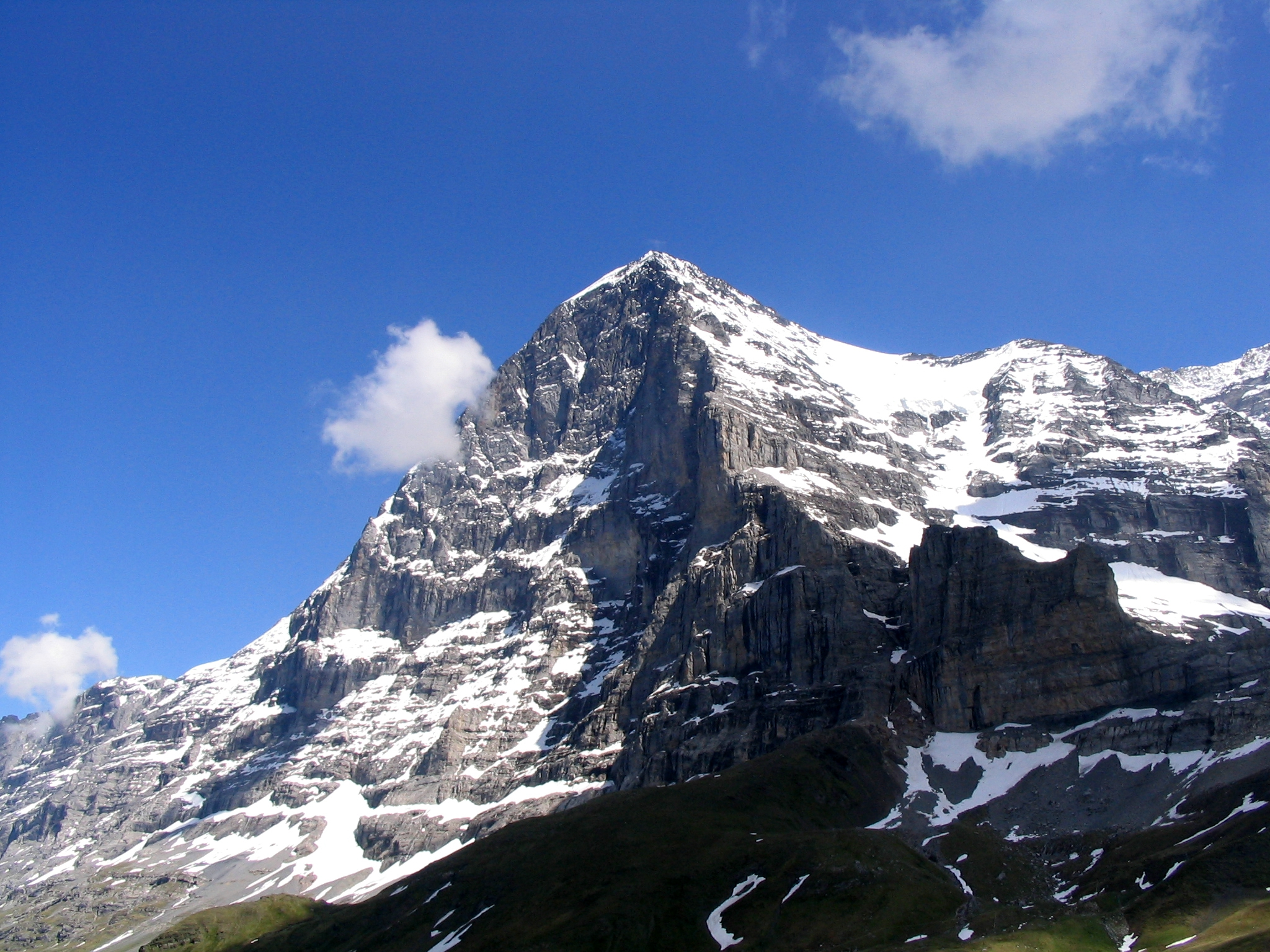
La cara nord de l'Eiger

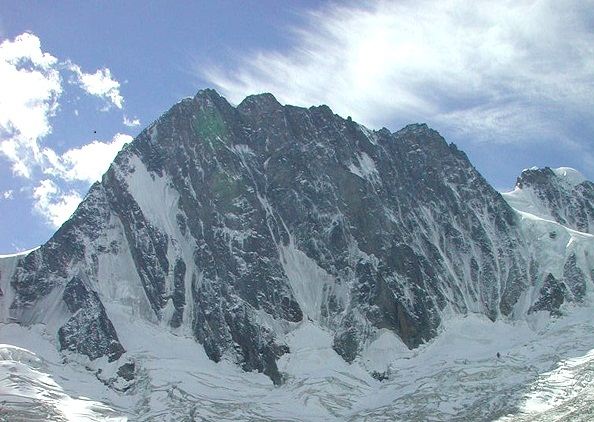
La cara nord de les Grandes Jorasses

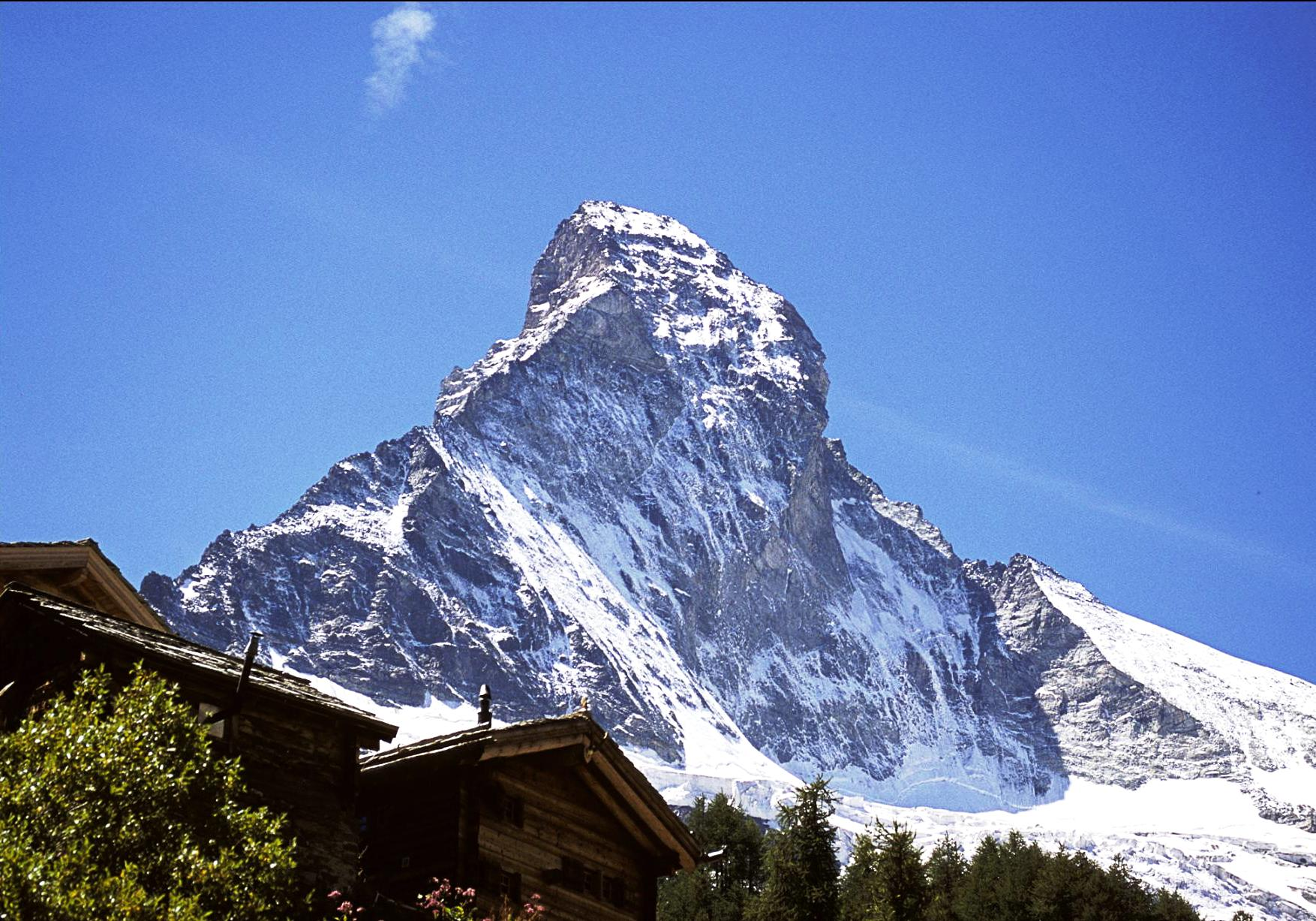
La cara nord del Cerví

Els tres últims problemes dels Alps, és la denominació amb la que es coneix al conjunt de les tres cares nord considerades les més difícils dels Alps per l'alpinisme clàssic a l'Europa d'entreguerres. També conegudes com la Trilogia alpina. Són les cares nord del Cerví (alemany: Matterhorn), de les Grandes Jorasses, i de l'Eiger (també coneguda en alemany com Eigerwand o Eiger-Nordwand).
Conquerides per primera vegada els anys 30 del segle xx, després de molts intents i de vegades odissees que acabaven en drames terribles, segueixen avui en dia sent la pedra de toc de l'alpinisme de dificultat.

## Topografia
| Cim              | Endònim                                      | Serralada                                    | Alçada cim                | Coordenades                                                  | Alçada paret | Localització        | Regió (cara nord) | País   |
| Cerví            | Matterhorn (de) / Cervin (fr) / Cervino (it) | Alps del Valais / Alps Penins                | 4.478 msnm                | 45° 58′ 35″ N, 7° 39′ 30″ E / 45.97639°N,7.65833°E           | 1.200 m      | Vall de Zermatt     | Cantó del Valais  | Suïssa |
| Grandes Jorasses | Grandes Jorasses                             | Massís del Mont Blanc / Alps de Graies       | 4.208 msnm (Punta Walker) | 45° 52′ 5.52″ N, 6° 59′ 3.48″ E / 45.8682000°N,6.9843000°E   | 1.200 m      | Vall de Chamonix    | Alta Savoia       | França |
| Eiger            | Eiger                                        | Jungfrau-Aletsch-Bietschhorn / Alps Bernesos | 3.970 msnm                | 46° 34′ 58.39″ N, 8° 00′ 39.96″ E / 46.5828861°N,8.0111000°E | 1.800 m      | Vall de Grindelwald | Cantó de Berna    | Suïssa |

## Història

### Aparició del concepte
Aquestes tres cares nord foren ascendides per primer cop durant els anys 30 del segle XX per escaladors alemanys i austríacs. La cara nord del Cerví del 31 de juliol a l'1 d'agost de 1931 pels germans Franz i Toni Schmid. La cara nord de les Grandes Jorasses per Martín Meier i Rudolf Peters, del 28 al 29 de juny de 1935. La cara nord de l'Eiger del 21 al 24 de juliol de 1938 per Anderl Heckmair, Ludwig Vörg, Heinrich Harrer, i Fritz Kasparek.
Fou l'austríac Fritz Kasparek, el 1938, qui per primera vegada emprà la noció dels tres grans problemes (alemany: drei Grossen Wandprobleme), en el llibre Um die Eiger Nordwand escrit conjuntament amb els seus companys després de la primera escalada de la cara nord l'Eiger.
L'expressió serà presa per l'alpinista alemany Anderl Heckmair el 1949 com a títol per la publicació del seu llibre Die drei letzten Probleme der Alpen: Matterhorn-Nordwand, Grandes Jorasses-Nordwand, Eiger-Nordwand., traduït al francès el 1951 sota el títol de Les trois derniers problèmes des Alpes.
Tanmateix, aquestes parets, queden incloses com les tres més importants dintre del grup de les sis anomenades grans cares nord dels Alps, juntament amb la cara nord de la Cima Grande di Lavaredo, la del Dru, i la nord-est del piz Badile. El relat de l'ascensió de les sis cares nord, fou plasmat en el llibre Etoiles et tempêtes de l'alpinista francés i guia de Chamonix Gaston Rébuffat, qui fou el primer escalador a ascendir els tres últims problemes dels Alps.

### Primeres ascensions
| Cara nord        | Primera ascensió                                                     | Primera hivernal                                                        | Primera solitària                       | Primera solitària hivernal             | Rècord de velocitat           |
| Eiger            | 1938 : Anderl Heckmair, Ludwig Vörg, Heinrich Harrer, Fritz Kasparek | 1961 : Toni Hiebeler, Toni Kinshofer, Walter Almberger, Anderl Mannhard | 1963 : Michel Darbellay                 | 1978 : Tsuneo Hasegawa                 | 2011 : Daniel Arnold (2h 28m) |
| Grandes Jorasses | 1935 : Martin Meier, Rudolf Peters (esperó Croz)                     | 1963 : Walter Bonatti, Cosimo Zappelli (esperó Walker)                  | 1968 : Alessandro Gogna (esperó Walker) | 1979 : Tsuneo Hasegawa (esperó Walker) | 2008 : Ueli Steck (2h 21m)    |
| Cerví            | 1931 : Franz Schmid, Toni Schmid                                     | 1962 : Hilti von Almen, Paul Etter                                      | 1959 : Dieter Marchart                  | 1965 : Walter Bonatti (via nova)       | 2009 : Ueli Steck (1h 56m)    |

Per la seva singularitat, ja que aquest itinerari és el més cèlebre i recorregut de la cara nord, i la primera via de la cara nord al cim més alt de les Grandes Jorasses (punta Walker), cal fer esment de la primera ascensió a l'esperó Walker de les Grandes Jorasses, pels italians Riccardo Cassin, Luigi Esposito i Ugo Tizzoni, del 4 al 6 d'agost de 1938.

### Trilogies i encadenaments
El primer a ascendir les tres parets fou Gastón Rebuffat, fent el juliol de 1945 el segon ascens de les Jorasses per l'esperó Walker, amb Edouard Frendo, el juny de 1949 la cinquena ascensió de la via Schmid al Cerví amb Raymond Simond, i el 1952 la cara nord de l'Eiger amb Paul Habran, Guido Magnone, Pierre Leroux i Jean Bruneau (conjuntament amb la cordada austríaca formada per Hermann Buhl i Sepp Jöchler, i l'alemanya dels germans Otto i Sepp Maag).
En l'actualitat, diversos escaladors han aconseguit l'encadenament de l'ascensió de les tres cares nord o trilogia alpina en una sola temporada, i fins i tot en menys de 24 hores (en aquests casos ajudats per transports diversos com el parapent per fer el descens a peu de muntanya i l'helicòpter per canviar de regió alpina. La primera trilogia hivernal solitària la feu el francès Ivano Ghirardini l'hivern de 1977-1978, la segona el japonés Tsuneo Hasegawa en tres hiverns (1977 - 1978 - 1979). L'alpinista eslovè Tomo Cesen encadena la trilogia en solitari en una setmana l'hivern de 1986, fent els trasllats intermedis amb el seu propi cotxe. El francés Christophe Profit aconsegueix encadenar la trilogia a l'estiu en 24 hores el 25 de juliol de 1985, i ho repeteix en condicions hivernals el 12 i 13 de març de 1987 en 40 hores i 54 minuts.
La primera dona a fer la trilogia, fou la francesa Catherine Destivelle, de 1992 a 1994.

## Filmografia
- Étoiles et Tempêtes, de Gaston Rébuffat et Georges Tairraz, 1955. Film basat en el llibre del mateix nom i autor.
- Trilogie pour un homme seul, de Nicolas Philibert, Les Films d'Ici, 1987. Film sobre l'encadenament el 12 i 13 de març de 1987 fet per Christophe Profit, en 40 hores, de l'ascensió hivernal de les parets nord de Grandes Jorasses, Eiger i Cerví. ISAN 0000-0001-9E70-0000-5-0000-0000-M